# フェヒ・フィネアンガノフォ
フェヒ・フィネアンガノフォ（Fehi Fineanganofo、2002年8月31日 - ）は、スーパーラグビー・パシフィック、ハリケーンズに所属するラグビー選手。

## プロフィール
- ニュージーランド・オークランド出身[1]。
- ポジションはウィング(WTB)。
- 身長 186cm、体重 105kg

## 略歴
2023年、ベイ・オブ・プレンティに加入。
2024年、パリ五輪の7人制ニュージーランド代表に選ばれた。
2025年、ハリケーンズに加入。